# ゼンハイザー
ゼンハイザー（独: Sennheiser electronic GmbH & Co. KG; ドイツ語発音: [zɛnˈhaɪ̯zɐ]）は、ドイツの音響機器メーカーである。特に、ヘッドフォン及びマイクロフォンなどが有名であり、音楽制作現場や映画制作現場などのプロフェッショナル用途にも多く用いられている。

## 概要
1945年にフリッツ・ゼンハイザー博士（Dr. Fritz Sennheiser）によって創立された。創立当初は"Laboratorium Wennebostel"という社名で、略して"Labor W"または"Lab W"と呼ばれていた。現在の社名に変更されたのは1956年である。ゼンハイザーの工場は、ドイツ（2箇所）、アイルランド、アメリカ（ニューメキシコ州）にある。

## 歴代主要モデル

### ヘッドホン

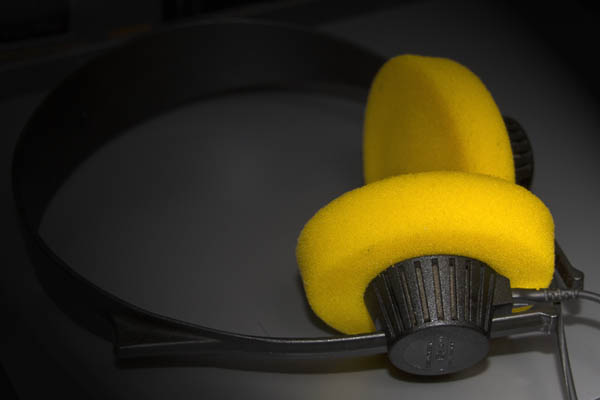
Sennheiser HD 414

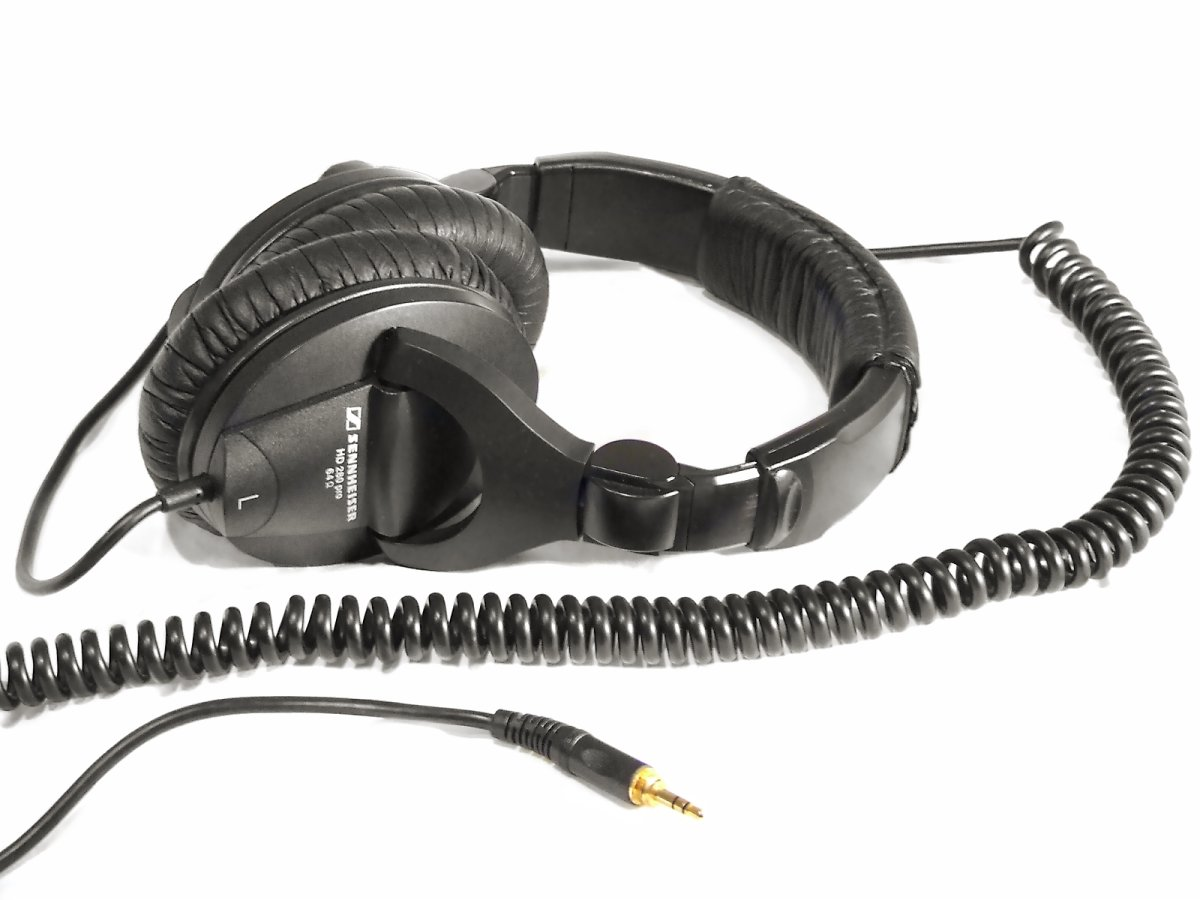
Sennheiser HD 280 pro headphones

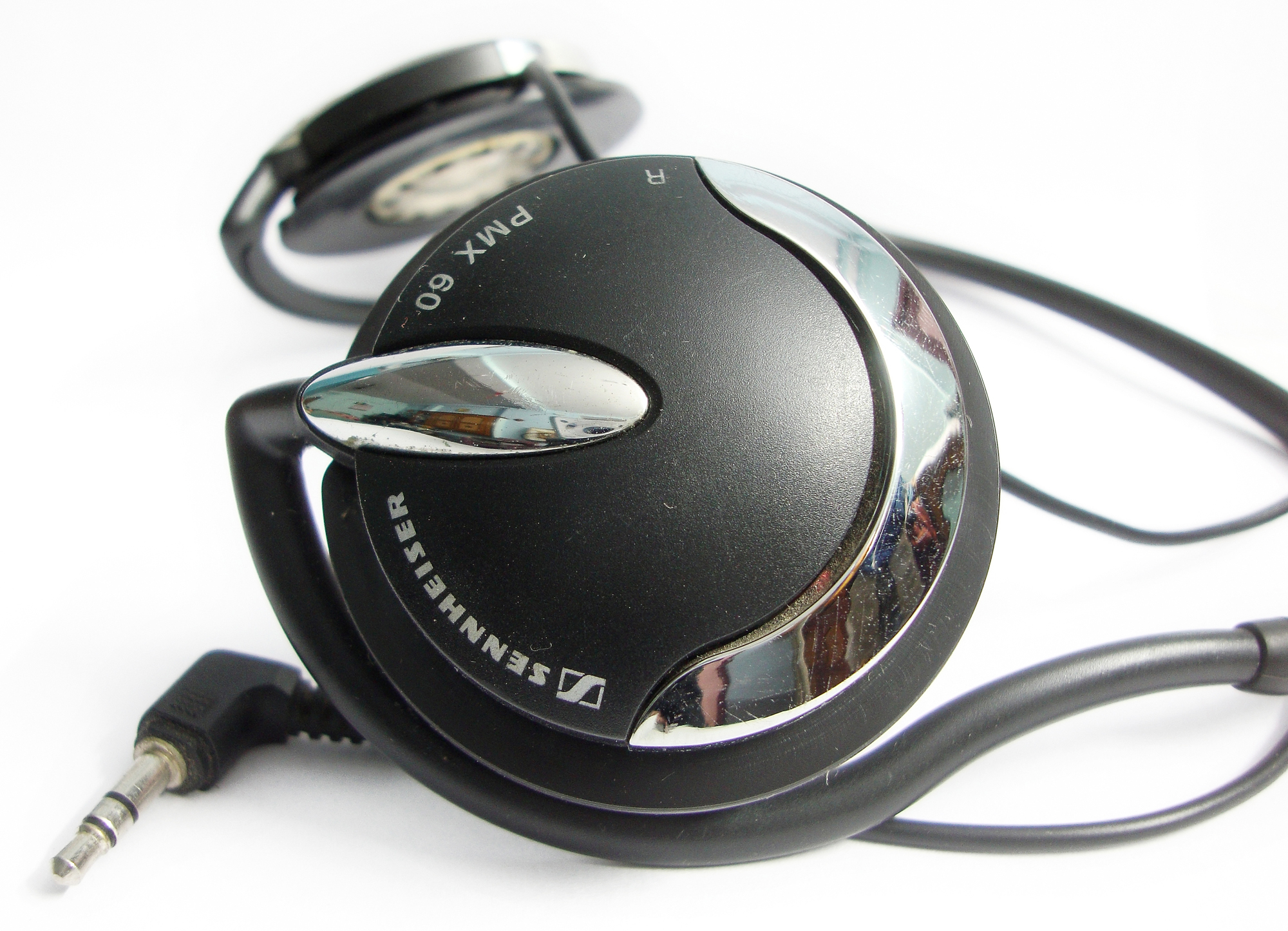
Sennheiser PMX 60

HD 414
1967年に発売された世界初のオープンエアー型ヘッドホン。発売当初は、白いハンガーに青いイヤーパッドだったが、再発売時に黒いハンガーに黄色いイヤーパッドの組合せに変更された。
Orpheus（HE 90/HEV 90）
1991年に発売された静電型ヘッドホン。真空管アンプとのセットで100万円を超える世界で最も高価なヘッドホンである。後にBaby Orpheusと呼ばれるHE 60/HEV 70も発売された。
HD 650/HD 600/HD 580
オープンエアー型ヘッドホンの上位シリーズ。HD 580、HD 600、HD 650の順で発売され、価格も順に高くなっている。HD 600は、創立50周年記念限定モデルの580 Jubileeを量販用にしたものである。
HD 800
2009年に発表された最上位モデル。
HD 25
密閉型ヘッドホンの代表的モデル。HD 25-1とHD 25SPの2種類があるが、単にHD 25と呼ぶ場合はHD 25-1のことを指すことが多い。
HD 25-1は遮音性が高く、左側のハウジングが可動するようになっており、片耳でモニターが可能なことからDJ用途として使われることも多い。
HD 515（開放型ヘッドホン）
開放型ヘッドホンの入門モデル。エルゴノミクス・デザイン採用
HD 650（開放型ヘッドホン）
高級開放型ヘッドホンの定番モデル。快適な装着感と広い定位で個人用途での使用者が多い。

### イヤホン

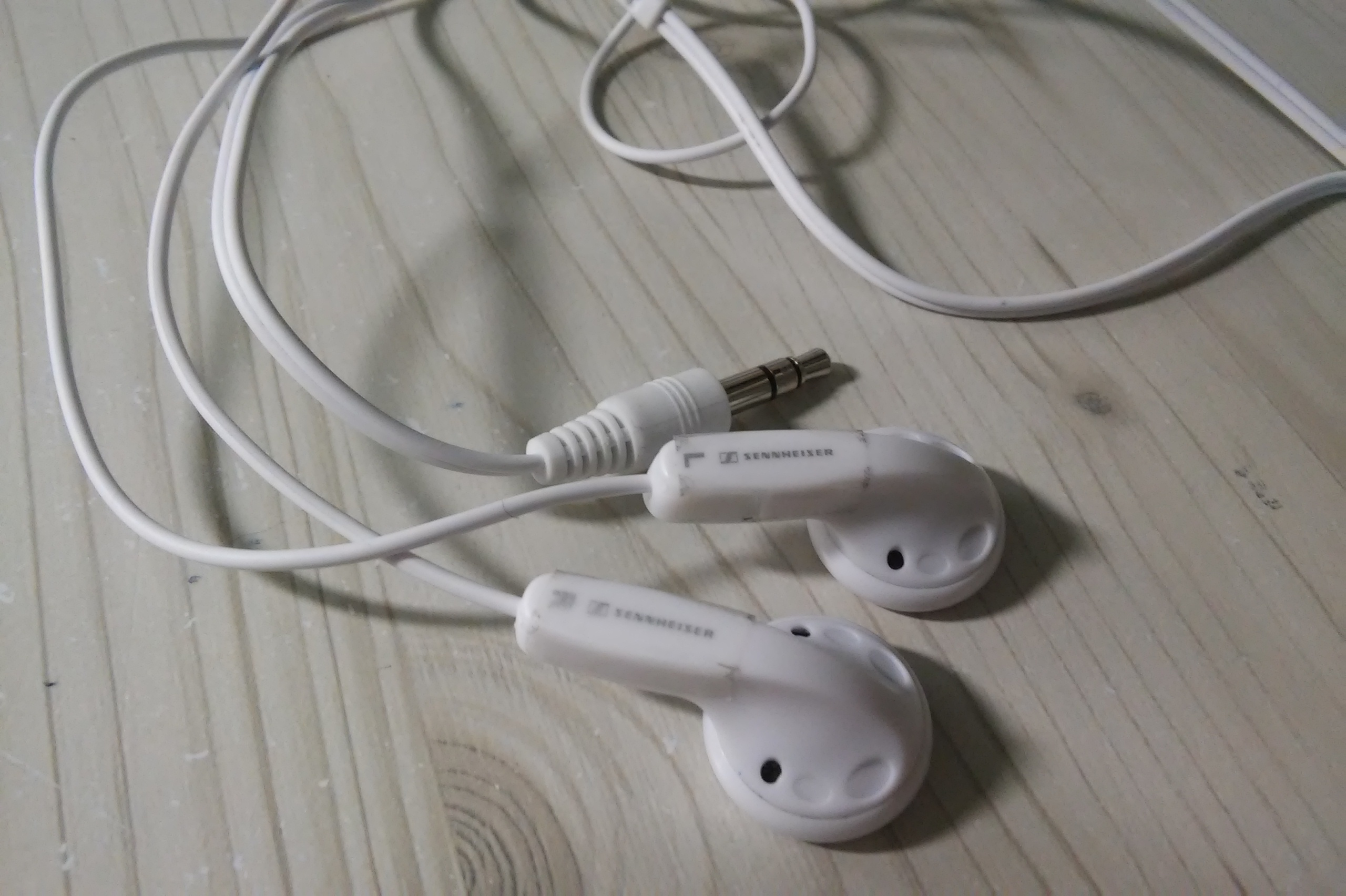
SennheiserイヤホンMX400ii

MX 400/MX 500
2004年に発売されたインナーイヤー型イヤホン。MX 400は一時期アイリバー製デジタルオーディオプレーヤーの付属イヤホンに採用されたことがある。MX 500にはボリュームコントロールが付く。
IE 80（カナル型イヤホン）
カナル型イヤホンの最上位モデル。音質調整機能を搭載している。

### マイクロホン

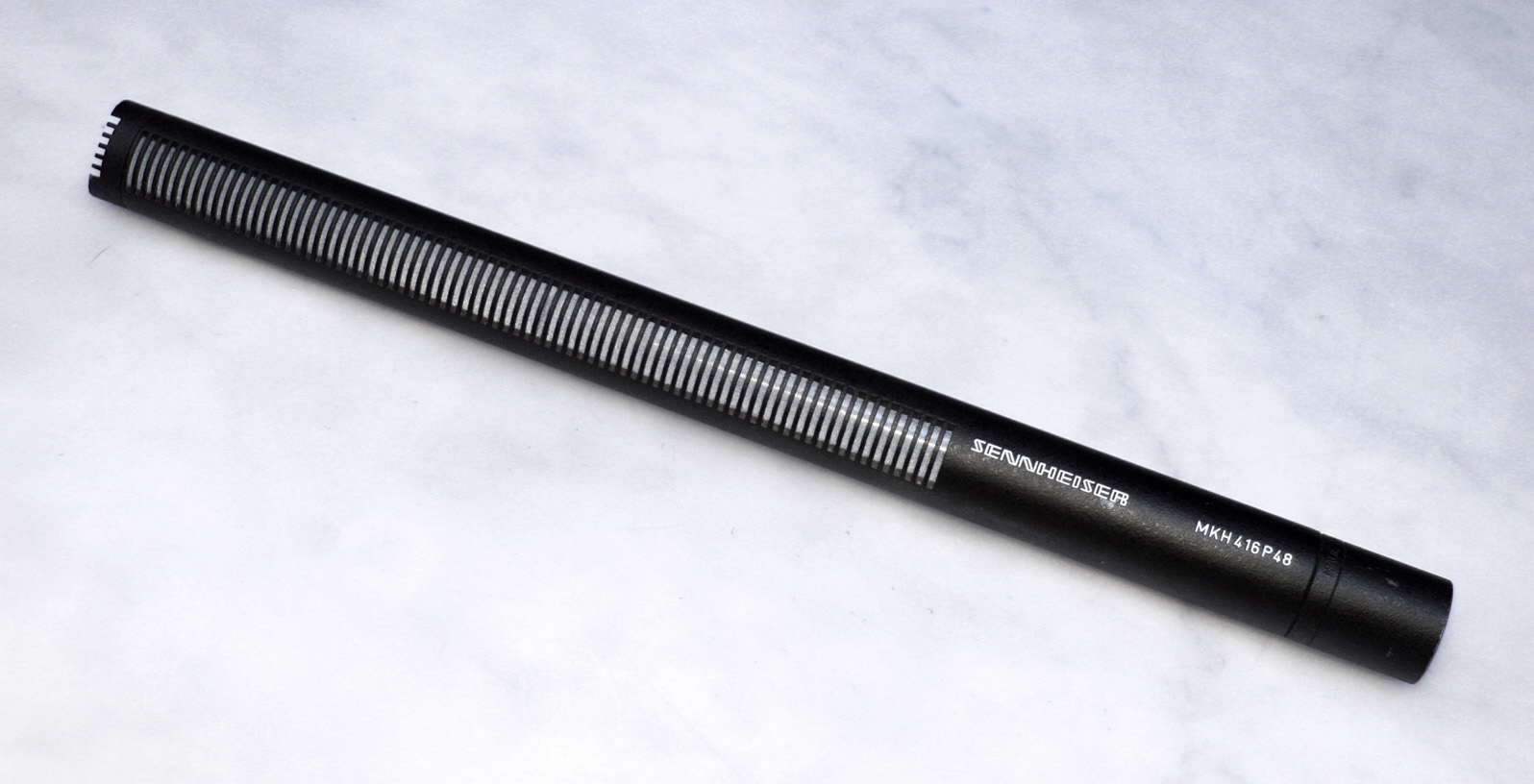
Sennheiser MKH 416

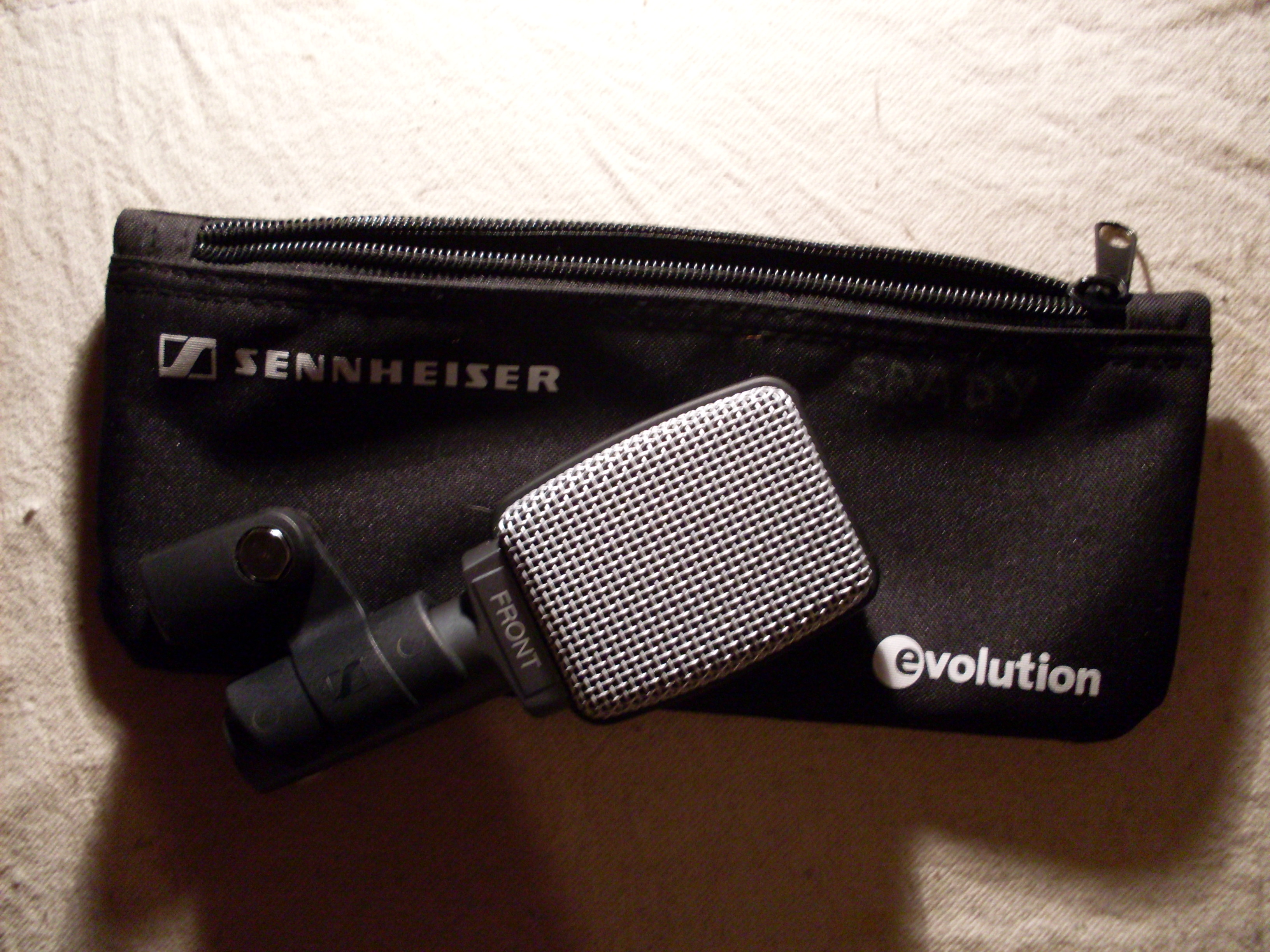
Sennheiser e 609

MKH 416
放送業界で言われる「ガンマイク」の代表的モデル。取材カメラクルーの持っている毛が付いた籠の中に存在する。
MKH 816
日本の放送業界で使用される超指向性ガンマイク。ゴルフ中継やテレビドラマなどで使用されている。現在は、販売されていない。
e 609
高音圧への耐性がありエレクトリック・ギターのアンプで使用されるエンクロージャーの前に立て、使用される。イギリスのギタリスト、ジェフ・ベックが使っている事でも有名なモデル。
MD 441
放送局でアナウンサー・デスクに使用されたり、演説用の音声収録マイクロフォンとしても使用されている。
MD 421
音楽業界で使用されるダイナミックマイク。レコーディングスタジオ、ライブハウスを中心に放送局、ラジオ局等でも使用される。ドラムを中心に打楽器用のマイクとして使われることが多い。